# ناحیه کلاراندون، میشیگان
ناحیه کلاراندون (به انگلیسی: Clarendon Township) یک منطقهٔ مسکونی در ایالات متحده آمریکا است که در شهرستان کالهاون، میشیگان واقع شده‌است.
 ناحیه کلاراندون ۹۲٫۵ کیلومتر مربع مساحت و ۱٬۱۳۹ نفر جمعیت دارد و ۲۹۶ متر بالاتر از سطح دریا واقع شده‌است.